# Carlos I de Aumale
Carlos I de Aumale ou Carlos de Lorena , duque de Aumale, que  nasceu em 1555 e morreu em Bruxelas em 1631, pertencia também à Casa de Guise e viveu em exílio depois da derrota da Liga católica.
Filho de Cláudio II de Aumale e de Luisa de Brézé, combateu junto do seu primo Henrique I de Guise duque de Guise, e o príncipe de Condé Henrique I de Bourbon-Condé.
À morte do seu pai, em 1573, torna-se Duque de Guise, e é feito cavaleiro da Ordem do Espírito Santo por Henrique III da França em 1579.
Enquanto que chefe da Liga católica conduz a revolta da Picardia em 1587, e tenta aproximar-se de Henrique III, mas sem sucesso, pelo que é feito prisioneiro na batalha de Ivry. O Parlamento de Paris condena-o por crime de lesa-majestade e retira-lhe os bens a 6 de Julho de 1595.
Único membro da família de Guise a nunca se ter submetido ao rei, o seu exílio na Holanda, mas morre em Bruxelas, durou 40 anos.
Casou-se com a sua prima Maria da Lorena em 1576, e tiveram cinco filhos dos quais só dois sobreviveram, Ana de Aumale, e Maria.
| Antecessor           | Carlos I de Aumale 1555 - †1631         | Sucessor      |
| -------------------- | --------------------------------------- | ------------- |
| Cláudio II de Aumale | Brasão dos duques de Aumale (1618-1638) | Ana de Aumale |